# O călătorie spre centrul Pământului (miniserial)
O călătorie spre centrul Pământului (1999, în engleză Journey to the Center of the Earth) este un miniserial TV american science fiction produs de Hallmark Entertainment. A fost regizat de George Miller. Rolurile principale au fost interpretate de actorii Treat Williams, Jeremy London și Bryan Brown. Este bazat pe romanul lui Jules Verne din 1864, O călătorie spre centrul Pământului.

## Prezentare
Theodore Lytton este un geolog și paleontolog pasionat, care este ajutat de nepotul său Jonas Lytton, absolvent la Harvard. Theodore caută modalități de a-și finanța angajamentele sale, inclusiv lupte ilegale pe stradă. După una dintre prelegerile sale, Theodore este abordat de Alice Hastings, care finanțează călătoria lui Lytton în centrul pământului într-o căutare pentru a-și găsi soțul pierdut, Casper Hastings. Cu 7 ani în urmă, Casper a plecat să caute aur despre care se zvonea că se află adânc sub suprafața pământului. Soții Lytton îl întâlnesc în Noua Zeelandă pe McNiff, un pistolar care își vinde serviciile. Soții Lytton, McNiff și Alice Hastings își croiesc drum la kilometri sub pământ și ajung la o mare subterană luminată de o anomalie gazoasă care dă lumină și viață acestei lumi subterane. 

## Distribuție
- Treat Williams - Theodore Lytton
- Jeremy London - Jonas Lytton
- Tushka Bergen - Alice Hastings
- Hugh Keays-Byrne - McNiff
- Bryan Brown - Casper Hastings
- Tessa Wells - Helen
- Petra Yared - Ralna
- Sarah Chadwick - Mashowna

## Recepție
O călătorie spre centrul Pământului a avut în general recenzii negative din partea criticilor. David Kronke, scriind pentru Los Angeles Daily News, a catalogat miniserialul „destul de brânzos” și „flacid”. Seattle Post-Intelligencer a considerat că efectele „[nu au putut] depăși barajul unui dialog ponderat și actoria slabă.”